# Десятников, Андрей Валерьевич

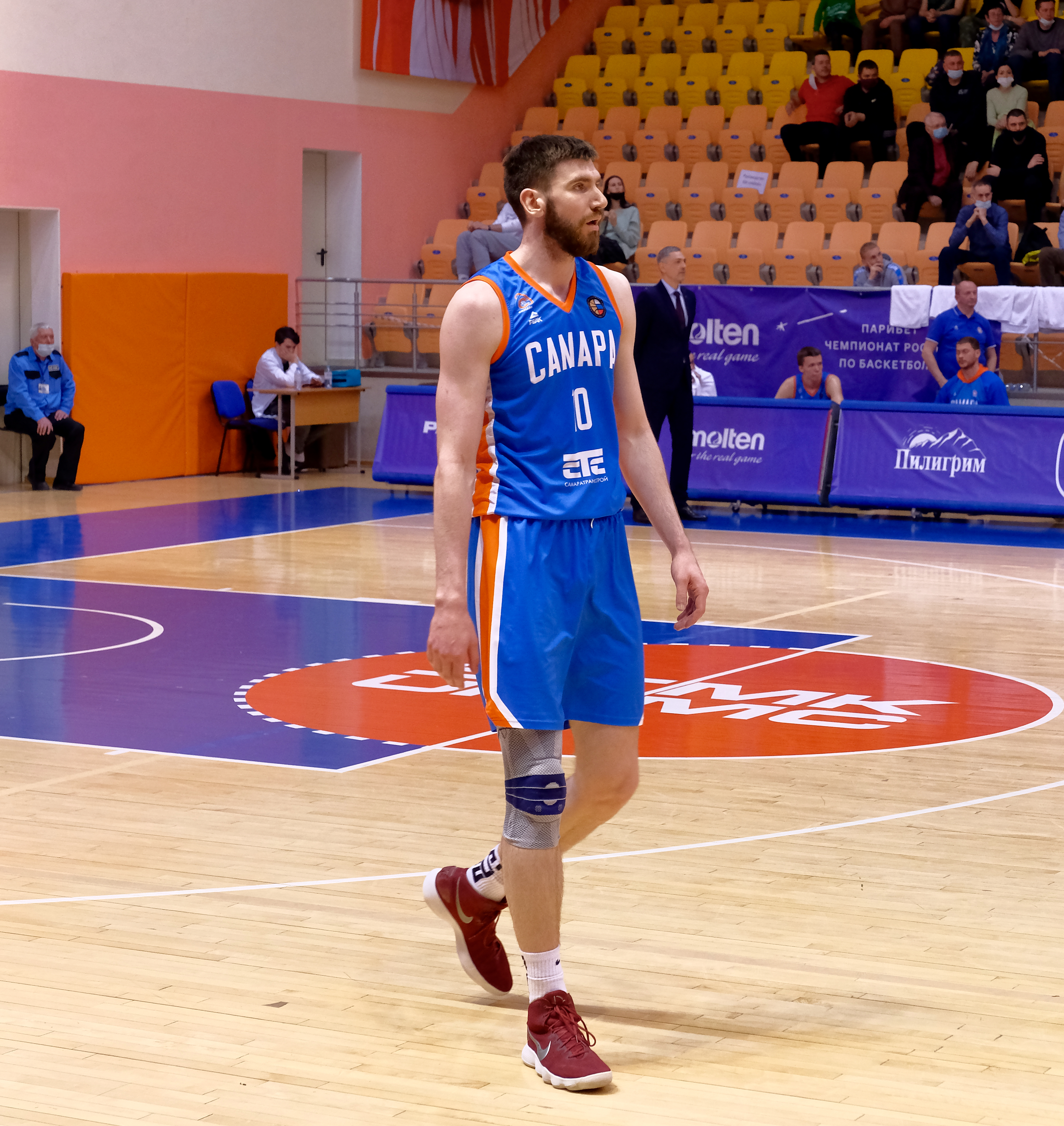
В составе Самары (2022)

Андрей Валерьевич Деся́тников (род. 4 мая 1994, Владивосток, Россия) — российский профессиональный баскетболист, играющий на позиции центрового. Чемпион Казахстана (2024/2025, с клубом «Астана»), обладатель Кубка России (2021/2022, с клубом «Самара»).

## Карьера
Десятников начал заниматься баскетболом в Краевом Доме Физкультуры под наставничеством Эдуарда Сушко, далее попал в систему «Спартака-Приморье».
Через год Десятников переехал в Люберцы, где тренировался в юношеской команде «Триумфа». До 2012 года Андрей играл в ДЮБЛ, а с 2012 по 2014 год — в составе «Триумфа-2».
Десятников неоднократно участвовал в тренировочных лагерях в США — в 2010 году в турнире старших школьников Jordan Brand Classic, а на следующий год в пригласительном турнире Hoop Group. В 2015 году он объявил о намерении участвовать в драфте НБА, но позже снял свою заявку.
В 2014 году стал игроком санкт-петербургского «Зенита» и для получения игровой практики был отправлен в аренду в состав экспериментальной сборной России. В феврале 2015 года, в свете его успехов в московской команде и кадрового голода в «Зените» вследствие травм и болезней, Десятникова отозвали в Санкт-Петербург. До конца сезона Десятников провёл в Единой лиге ВТБ 13 матчей, в среднем набирая по 2,8 очка и 2 подбора. По итогам сезона «Зенит» подписал с Десятниковым новый долгосрочный контракт. В декабре 2015 года Десятников на полтора месяца выбыл из строя из-за травмы голеностопа в ходе игры за вторую команду «Зенита» в молодёжной лиге ВТБ.
В июле 2019 года Десятников подписал контракт с «Химками» по схеме «2+1».
Сезон 2021/2022 Десятников начинал в «Динамо» (Владивосток). В 14 матчах Суперлиги-1 Андрей в среднем набирал 9,1 очка, 6,2 подбора и 1,1 блок-шота. В марте 2022 года Десятников перешёл в «Самару».
В августе 2022 года Десятников подписал с ЦСКА контракт, действующий до 1 декабря с возможностью продления до конца сезона 2022/2023. В 12 матчах Единой лиги ВТБ статистика Андрея составила 2,1 очка, 1,3 подбора и 0,5 блок-шота.
В сентябре 2023 года Десятников вернулся в «Динамо» (Владивосток).
В сезоне 2023/2024 Десятников стал чемпионом Суперлиги и был включён в символическую пятёрку плей-офф.
В мае 2025 года Десятников в третий раз стал игроком «Динамо» (Владивосток).

## Сборная России
С 2012 по 2014 год Десятников был игроком молодёжных сборных России по баскетболу. В 2012 году принял участие в юношеском чемпионате Европы (до 18 лет), в 2013 году играл на чемпионате мира среди юношей в возрасте до 19 лет, а в 2014 году — на чемпионате Европы среди юношей в возрасте до 20 лет.
В 2014 году Десятников участвовал в составе второй сборной России в Кубке Станковича и завоевал с ней этот трофей, обыграв в финале основную сборную Словении. На Универсиаде 2015 года в Кванджу в составе студенческой сборной России Андрей стал бронзовым призёром баскетбольного турнира.
В 2015 году принял участие в чемпионате Европы в составе основной сборной России. В двух играх провёл на площадке 16 минут, принёс команде 8 очков и три подбора. Слэм-данк Десятникова через блок Руди Гобера в матче со сборной Франции впоследствии был назван одним из десяти красивейших моментов чемпионата.

## Личная жизнь
21 июля 2023 года в семье Андрея Десятникова и его жены Айли родилась дочь, которую назвали Миа.

## Достижения
Клубные
- Бронзовый призёр Единой лиги ВТБ: 2015/2016
- Чемпион Казахстана: 2024/2025
- Бронзовый призёр чемпионата России: 2015/2016
- Чемпион Суперлиги: 2023/2024
- Обладатель Кубка России: 2021/2022
- Серебряный призёр Кубка России: 2015/2016
- Серебряный призёр Единой молодёжной лиги ВТБ: 2013/2014

Сборная России
- Обладатель Кубка Станковича: 2014
- Бронзовый призёр Универсиады: 2015

## Статистика
| Сезон                                                                                   | Команда   | Лига            | GP | GS | MPG  | FG%   | 3P% | FT%  | RPG | APG | SPG | BPG | PPG |  |
| 2014/15                                                                                 | Все клубы | Все лиги        | 15 | 0  | 7,2  | 48,5  | 0,0 | 78,6 | 1,9 | 0,0 | 0,0 | 0,4 | 2,9 |  |
| 2014/15                                                                                 | Зенит     | Единая лига ВТБ | 13 | 0  | 6,8  | 50,0  | 0,0 | 75,0 | 2,0 | 0,0 | 0,0 | 0,4 | 2,8 |  |
| 2014/15                                                                                 | Зенит     | Кубок Европы    | 2  | 0  | 10,3 | 33,3  | 0,0 | 83,3 | 1,5 | 0,0 | 0,0 | 0,5 | 3,5 |  |
| 2015/16                                                                                 | Все клубы | Все лиги        | 26 | 2  | 7,9  | 63,0  | 0,0 | 51,3 | 1,9 | 0,1 | 0,3 | 0,6 | 3,4 |  |
| 2015/16                                                                                 | Зенит     | Единая лига ВТБ | 21 | 2  | 7,5  | 56,8  | 0,0 | 57,7 | 1,9 | 0,0 | 0,3 | 0,6 | 3,1 |  |
| 2015/16                                                                                 | Зенит     | Кубок Европы    | 5  | 0  | 9,9  | 90,0  | 0,0 | 38,5 | 2,0 | 0,4 | 0,4 | 0,6 | 4,6 |  |
| 2016/17                                                                                 | Зенит     | Единая лига ВТБ | 14 | 3  | 4,1  | 25,0  | 0,0 | 33,3 | 0,8 | 0,1 | 0,3 | 0,1 | 0,5 |  |
| 2017/18                                                                                 | Зенит     | Единая лига ВТБ | 13 | 0  | 5,3  | 100,0 | 0,0 | 33,3 | 1,4 | 0,2 | 0,2 | 0,1 | 1,9 |  |
| 2018/19                                                                                 | Зенит     | Единая лига ВТБ | 11 | 0  | 6,0  | 66,7  | 0,0 | 83,3 | 1,3 | 0,1 | 0,0 | 0,1 | 2,5 |  |
| 2019/20                                                                                 | Химки     | Единая лига ВТБ | 6  | 0  | 3,0  | 70,0  | 0,0 | 50,0 | 1,2 | 0,2 | 0,0 | 0,3 | 1,8 |  |
| Наведите курсор мыши на аббревиатуры в заголовке таблицы, чтобы прочесть их расшифровку |           |                 |    |    |      |       |     |      |     |     |     |     |     |  |